# Paratanus exitiosus
Paratanus exitiosus är en insektsart som beskrevs av Beamer 1943. Paratanus exitiosus ingår i släktet Paratanus och familjen dvärgstritar. Inga underarter finns listade i Catalogue of Life.